# Raffai Péter
Raffai Péter magyar asztrofizikus. Az Eötvös Loránd Tudományegyetem Természettudományi Kar Fizikai Intézet egyetemi adjunktusa.

## Tanulmányai
2006-ban szerzett MSc. diplomát az ELTE TTK Fizika Intézetében.
2012-ben szerzett doktori címet az ELTE-n, doktori témavezetője Frei Zsolt volt. Doktori disszertációjának címe: "Az interferometrikus gravitációshullám-detektorok alkalmazása az asztrofizikában és a gravitációkutatásban". Ezt követően a Columbia University-n volt posztdoktori kutató. 2013-ban visszatért az ELTE-re, ahol először egyetemi tanársegéd, majd 2014-től egyetemi adjunktus. 

## Munkássága
Raffai a kutatásaiban gravitációshullám-források modellezésével, adatfeldolgozó algoritmusok fejlesztésével, és gravitációshullám-detektorok adatainak analízisével foglalkozik. Érdeklődési területe a gravitációs hullámok asztrofizikai és kozmológiai alkalmazásai, valamint a többcsatornás csillagászat tartozik.
Az ELTE TTK-n asztrofizikát, gravitációshullám-asztrofizikát és kozmológiát tanít.
2019. március 8-án a Pannonhalmi Bencés Gimnáziumban tartott előadást Csillagászat gravitációs hullámokkal  címmel. Az előadásban a következő kérdésekre válaszolt: Mik azok a gravitációs hullámok? Hogyan sikerült megtalálni őket? Mit tudhatunk meg segítségükkel a világegyetemről.

## Díjak
Raffai az alábbi díjakban részesült.
- Akadémiai Fiatal Kutatói Díj (Magyar Tudományos Akadémia): 2017
- Special Breakthrough Prize in Fundamental Physics (a LIGO együttműködés tagjaként): 2016
- Gruber Prize in Cosmology (a LIGO együttműködés tagjaként): 2016
- Szent-Györgyi Albert-díj: 2015
- Erdős Pál Fiatal Kutatói Ösztöndíj (Nemzeti Kiválóság Program): 2014 - 2014
- Bolyai János Kutatási Ösztöndíj (MTA Bolyai János Kutatási Ösztöndíj Kuratóriuma): 2014 - 2016

## Publikációi
Az alábbi publikációk az elmúlt 5 éve legjelentősebb publikáció a Google Tudós szerint.
- Takátsy, J., Bécsy, B., and Raffai, P.; “Eccentricity distributions of eccentric binary black holes in galactic nuclei”, Monthly Notices of the Royal Astronomical Society, Vol. 486, Issue 1, p. 570 (2019)
- Fishbach, M., ..., Raffai, P., et al. (+54 authors & The Virgo Collaboration); “A Standard Siren Measurement of the Hubble Constant from GW170817 without the Electromagnetic Counterpart”, The Astrophysical Journal Letters, Vol. 871, Issue 1, aid. L13 (2019)
- Dálya, G., Galgóczi, G., Dobos, L., Frei, Z., Heng, I. S., Macas, R., Messenger, C., Raffai, P., and de Souza, R. S.; “GLADE: A Galaxy Catalogue for Multi-Messenger Searches in the Advanced Gravitational-Wave Detector Era”, Monthly Notices of the Royal Astronomical Society, Vol. 479, Issue 2, p. 2374, (2018) [+VizieR Online Data Catalog: GLADE v2.3 catalog (Dalya+, 2018), VII/281.]
- Gondán, L., Kocsis, B., Raffai, P., and Frei, Z.; “Eccentric Black Hole Gravitational-wave Capture Sources in Galactic Nuclei: Distribution of Binary Parameters", The Astrophysical Journal, Vol. 860, Issue 1, aid. 5 (2018)
- Bécsy, B., Raffai, P., Cornish, N. J., et al. (+6 authors); “Parameter Estimation for Gravitational-wave Bursts with the BayesWave Pipeline”, The Astrophysical Journal, Vol. 839, Number 1 (2017)
- Abbott, B. P., ..., Raffai, P., et al. (+1312 authors); “A gravitational-wave standard siren measurement of the Hubble constant”, Nature, DOI
- Abbott, B. P., ..., Raffai, P., et al. (+3619 authors); “Multi-messenger Observations of a Binary Neutron Star Merger”, The Astrophysical Journal Letters, Vol. 848, aid. L12 (2017)
- Raffai, P., Haiman, Z., and Frei, Z.; “A statistical method to search for recoiling supermassive black holes in active galactic nuclei”, Monthly Notices of the Royal Astronomical Society, Vol. 455, p. 484 (2016)
- Abbott, B. P., ..., Raffai, P., et al., “Observation of Gravitational Waves from a Binary Black Hole Merger”, Physical Review Letters, Vol. 116, aid. 061102 (2016)
- Hu, Y., Raffai, P., Gondán, L., et al. (+5 authors); „Global Optimization for Future Gravitational Wave Detectors' Sites”, Classical and Quantum Gravity, Vol. 32, p. 105010 (2015)